# Hasketon
Hasketon is een civil parish in het bestuurlijke gebied Suffolk Coastal, in het Engelse graafschap Suffolk.